# Eduard Winkler (Künstler)
 Eduard Winkler (* 13. Januar 1884 in Sankt Petersburg; † 30. Januar 1978 in München) war ein deutscher Maler, Zeichner und Grafiker.

## Leben
Der Sohn eines deutschstämmigen Fabrikanten lebte seit seinem elften Lebensjahr wieder in Deutschland. Ab 1901 studierte er an der Kunstgewerbeschule in Nürnberg und ab 1906 an der Akademie der Bildenden Künste München bei Peter Halm.
1946 initiierte er die Neugründung des Vereins für Original-Radierung.
In Eduard Winklers handgeschriebener Autobiographie „Aus meinem Leben“ ist folgende chronologische Aufstellung bis 1957 enthalten:

„Ausbildung: 
1884 - 1895	Petersburg (Peterhof) St. Katharinenschule 1893-95 1895 -1901	Hagen / Westfalen Realschule. Ostern Schlussexamen
1901 - 1905	Nürnberg, Kunstgewerbeschule
1903 Sommer	München; Volontär bei Steincke & Lohr
1905		München; Volontär bei Steincke & Lohr Knirrschule
1905 Winter     Knirrschule 
1906 Ostern	Akademie d. B. K. München, Zeichenklasse Prof. P. Halm
1906 Sommer	Braunlage; Ferienaufenthalt mit Familie im Harz
1906 Herbst 	Fußwanderung Thüringer Wald. Rippenfellentzündung in Hildburghausen, Rekonvaleszenz in Meran, 5 Monate 
1907/08 	Fortsetzung des Studiums an der Akademie
1908 Sommer 	Ferien in Petersburg; Eintritt in Fa. Winkler als Zeichner 
1909 – 1911 	Radierschule Halm 
1911            Sommer Landschaftsstudium in Fürstenfeldbruck 
Beruf: 
1909 -1911	Gemeinsames Atelier mit Schultheiss und Löffler 
1911 -1913	Eigenes Atelier Theresienstr. 34/II. Selbständiger Maler und Radierer
1913            April – Juli  Rom, Orvieto, Perugia, Assisi, Ancona, Triest, Wels 
1913 Herbst	Atelier in der Schellingstraße 114/IV 
1914 August 	Atelierwohnung mit Bruder Emil: Hohenzollernstr. 79/IV 
Erster Weltkrieg: 
1914 September	Kriegsfreiwillig in den Krieg. Vogesen. 
1915 Frühjahr	Offizierskurs in Münsterlager; weiter Westfront 
1917 Frühjahr 	Ostfront (Stochod); Heeresgr. Linsingen Cholm 
1918 Januar 	Als Kurier nach Petersburg 
1918 Februar 	Vormarsch in die Ukraine; bis 9. Dezember in Rostow 
1918 September	Mazedonische Front (9. September 1918 Durchbruch), zurück nach Rostow (Major von Cochenhausen) 
1918 24. Dez. 	Heimkehr nach München, Zieblandstraße, mit Schwester Anna und Bruder Emil sowie Resl Prohaska,) 
1920er Jahre: 
1919 November 	Heirat mit Resl
1920 3. März 	Peter geboren
1921 Sommer 	Aschau – Höhenberg 
1921 Herbst 	Stockholm, Portrait-Aufträge (u. a. Nobel-Familie)
1922 Sommer 	Neufels in Württemberg (Mühle bei Schwenzer) 
1923 Sommer 	Neufels in Württemberg (Salm) 
1924 Sommer	Neufels in Württemberg (Salm) 
1930er und 1940er Jahre:
1938 Herbst 	Florenz, Arezzo, Rom, Neapel, Capri 
1941 		Krakau, Posen, Königsberg, Danzig, Thorn etc. 
1941            Oktober Zum Militär eingezogen als Kriegsmaler 
1942 	        Minsk, Orscha, Mogilew, Smolensk (mit Peter) 
1942            Juni, vom Militär entlassen
1942            27. September Sohn Peter gefallen 
1945 Januar  	Resl im Exil! (Dr. Reck-Poing) Brand im Atelier 
1943 - 1944	Durch Bombenkrieg ans Haus gefesselt, Luftschutzwart 
1945 Mai 	Wieder vereint. Vom Feinde befreit! 
1946 		Großer Ausverkauf an Bildern u. Radierungen, Inflation 
1947 		Mitglied der „Kommission für Kulturschaffende“. Entnazifizierung der Kollegen 
1948 		Währungsumstellung! Juli. Quote pro Kopf DM 40,– plus 20–, also zusammen 120,– DM 
Nach dem Zweiten Weltkrieg:
1949 – 1953 	Neubeginn! Mitarb. am „Stadtanzeiger“, Berlin. Feuervers., Passauer Bauernkalender u.a. Negus 4 x 
1954 		70. Geburtstag! Finanzieller Niedergang! Helfende Hände!
1955 		Erfolgreiche Bewerbung um Elternrente und Künstlerpension vom Bayerischen Kultusministerium. Dadurch wieder im Gleichgewicht! III. Reise nach Italien (Mit Hans Schultze per Auto: Umbrien) 
1956            Herbst 14 Tage in Hammerbühl 
1957 		Mitarbeit am „Europ. Osten“ (v. Gordon); Pestalozzi-Verlag“

Eduard Winkler starb am 30. Januar 1978 in einem Münchner Altersheim.

## Werk
Eduard Winkler war vor allem als Maler und Druckgrafiker tätig. Seine naturalistisch aufgefasste Landschaften, Genreszenen und Porträts waren noch dem Stil der Münchner Schule des 19. Jahrhunderts verpflichtet. Daneben illustrierte er über fünf Jahrzehnte (1920er bis 1960er Jahre) mehr als drei Dutzend Jugendbücher. Die Zahl seiner Exlibris dürfte bei ca. 250 liegen.
1940 und 1941 beteiligte er sich an den Großen Deutschen Kunstausstellungen in München.
Die Neujahrsgrüße der dreißiger und frühen vierziger Jahre und mehrere seiner Exlibris lassen gleichwohl seinen entschiedenen Anti-Nazismus erkennen. Ein Briefwechsel mit Günther Weisenborn aus den Jahren 1946 und 1947 belegt, dass Winkler 1943, 1944 und 1945 selbstverfasste Flugblätter einer geheimen Gruppe „Deutsche Freiheitsbewegung“ in Münchener Briefkästen praktizierte und anonym an Gattinnen hoher NS-Funktionäre schickte.
Werke des Künstlers befinden sich in den Bayerischen Staatsgemäldesammlungen und der Staatlichen Graphischen Sammlung München.